# Brestovská jeskyně
Brestovská jeskyně je puklinová říční jeskyně a národní přírodní památka v katastrálním území obce Zuberec v nadmořské výšce 867 m. Nachází se v okrese Tvrdošín v Žilinském kraji. Území bylo vyhlášeno v roce 1979.
Patří mezi nejvýznamnější jeskyně na Oravě a v Západních Tatrách. Její délka se odhaduje na 1890 m. Jeskyně byla objevena dávno a lidé způsobili zničení části krápníkové výzdoby. Prvně připomínána je již v roce 1866 polským botanikem Tyrusem Chalubinským.

## Přírodní poměry
Jeskyně vznikla erozní činností Studeného potoka a prosakováním atmosférických vod. Je významná pro výzkum geomorfologického vývoje pohoří a krasové hydrografie, protože se v jeskyni nachází aktivní podzemní tok spolu s několika jezery a sifony. Celoroční teplota v jeskyni je 4–6 °C.

## Fauna
Jeskyně je bohatá na faunu. Bylo zjištěno devět druhů netopýrů, z nichž v jeskyni žijí zejména netopýr velký (Myotis myotis) a vrápenec malý (Rhinolophus hipposideros). Dále se v podzemním toku vyskytuje ploštěnka horská (Crenobia alpina) a larvy jepic druhu Baeta alpinus, vodní korýši z rodu Niphargus a Mesoniscus graniger, karpatské endemity Ischyropsalis manicata.

## Přístup
Jeskyně je zpřístupněna od podzimu 2016. Oproti jiným otevřeným jeskynním je otevřena tvz. turistickým způsobem, tj. nejsou zde betonové chodníky a osvětlení. Provází se s přilbami a svítilnou. Přístupných je 217 m dlouhý úsek, jehož prohlídka trvá padesát minut. Návštěva je možná od ledna do konce října po předchozí rezervaci.